# 봉림정사
봉림정사(鳳林精舍)는 경상북도 안동시 서후면 성곡리에 있다. 2009년 1월 21일 안동시의 문화유산 제21호로 지정되었다.